# El Pele
Manuel Moreno Maya, conocido artísticamente como "El Pele"', es un cantaor, nacido en Córdoba el 17 de enero de 1954, en el barrio de San Pedro.

## Trayectoria
De familia muy humilde, recorrió las calles de Córdoba cantando en calles, tablaos y ferias. Manuel Benítez "El Cordobés" al conocerlo, fue el que le puso su apodo. Con quince años gana el Primer Premio Cayetano Muriel (1969) y, tras algunos otros, obtuvo en 1983 dos primeros premios del Concurso Nacional de Arte Flamenco: "La Serneta" por soleá y el de "Pastora Pavón" por bulerías.
Durante los años 1980, "El Pele" fue pareja artística de Vicente Amigo, llegando a compartir escenario con Camarón de la Isla. Destaca en los cantes por soleá, Seguiriyas, bulerías, fandangos y tonás. Ha conseguido crear nuevos modos expresivos en alegrías, tangos y bulerías a los que imprime un sello moderno y personal.
En 2018 creó polémica al expresar su malestar con el trato de los flamencos en Jerez de la Frontera.

## Reconocimientos
Fiambrera de Plata del Ateneo de Córdoba en 1998.
Dedicada a su persona la prestigiosa Semana Cultural de Actividades Flamencas de Paradas (Sevilla) en el año 2019

## Discografía
- El Pele (1973).
- La fuente de lo jondo (1986). Grabado junto a Vicente Amigo e Isidro Muñoz.[2]
- Cantaores de Córdoba. Antología. (1989).
- Poetas de esquinas blandas (1990).
- XXIII Festival Nacional del Cante de las Minas (1993).
- Avante claro (1995).
- Puro y Jondo (2002). DVD en el que aparece junto al cantaor pontanés Fosforito.
- Canto (2003). Álbum grabado junto a Vicente Amigo.
- 8 guitarras y 1 piano (2008)
- Peleando (2021) Álbum producido por Paco Montalvo.